# Brunn am Gebirge
Brunn am Gebirge é um município da Áustria localizado no distrito de Mödling, no estado de Baixa Áustria.
Brunn am Gebirge é uma freguesia do distrito de Mödling na Baixa Áustria.

## População
No ano de 2006, o município tinha 10.434 habitantes (1971: 7.080).

## Política
A burgomestre é Andreas Linhart (SPÖ).

### Conselho Municipial
- SPÖ: 15
- ÖVP: 14
- Grüne: 3
- Bürger Forum Brunn: 1